# Tommy Kono
Tommy Kono (n. 17 iunie 1930, Sacramento, California, SUA – d. 24 aprilie 2016, Hawaii, SUA) a fost un halterofil ce a reprezentat Statele Unite ale Americii, medaliat olimpic. A participat la 3 ediții ale Jocurilor Olimpice (1952, 1956, 1960) în care a câștigat două medalii de aur și o medalie de argint.